# Quasipolycope
Quasipolycope is een geslacht van uitgestorven kreeftachtigen uit de klasse van de Ostracoda (mosselkreeftjes).

## Verspreiding en leefgebied
Dit geslacht leefde tijdens het Perm in Australië.